# Nghĩa địa tàu

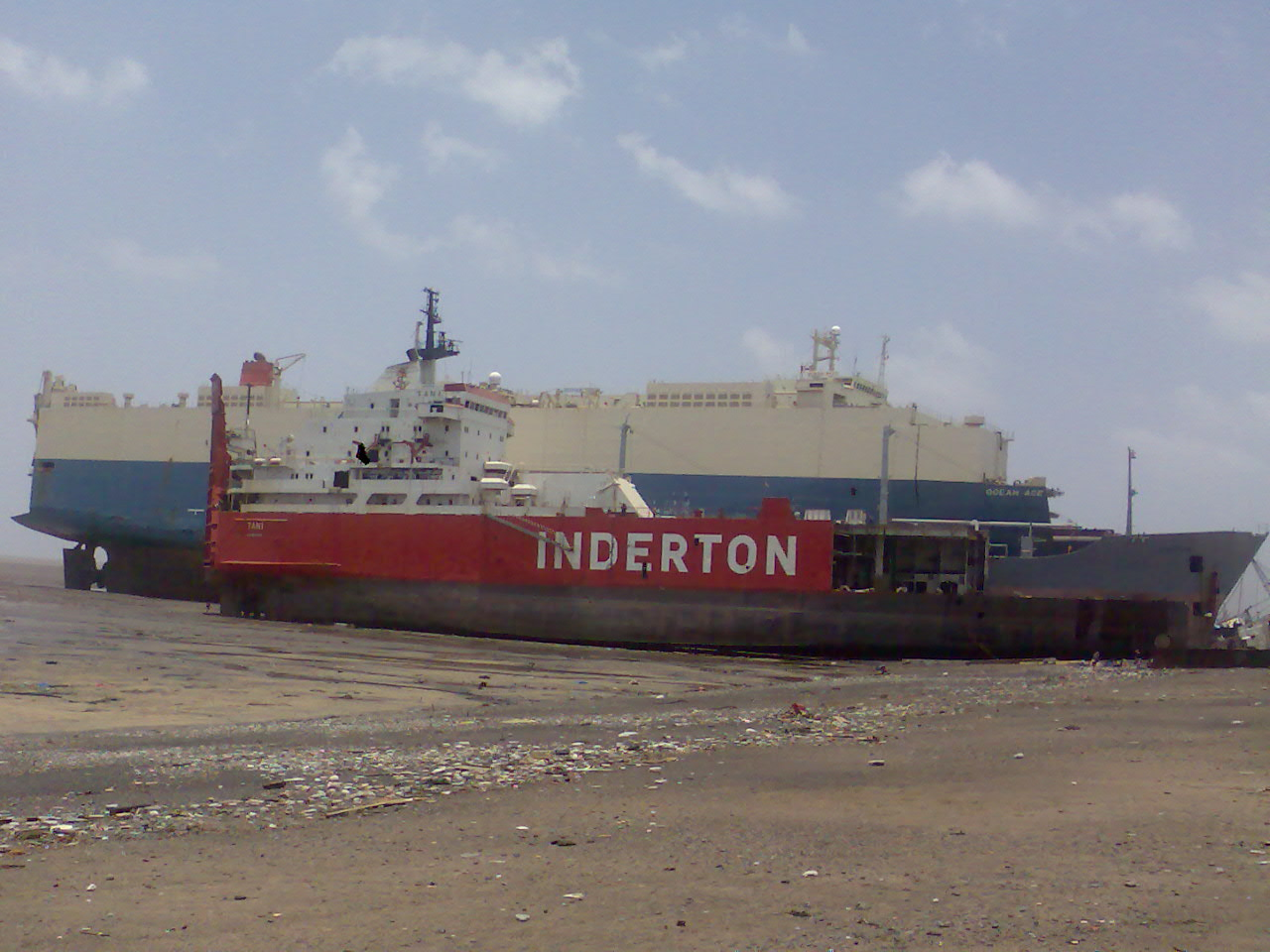
Tàu lớn bị tháo dỡ ở Alang, Ấn Độ

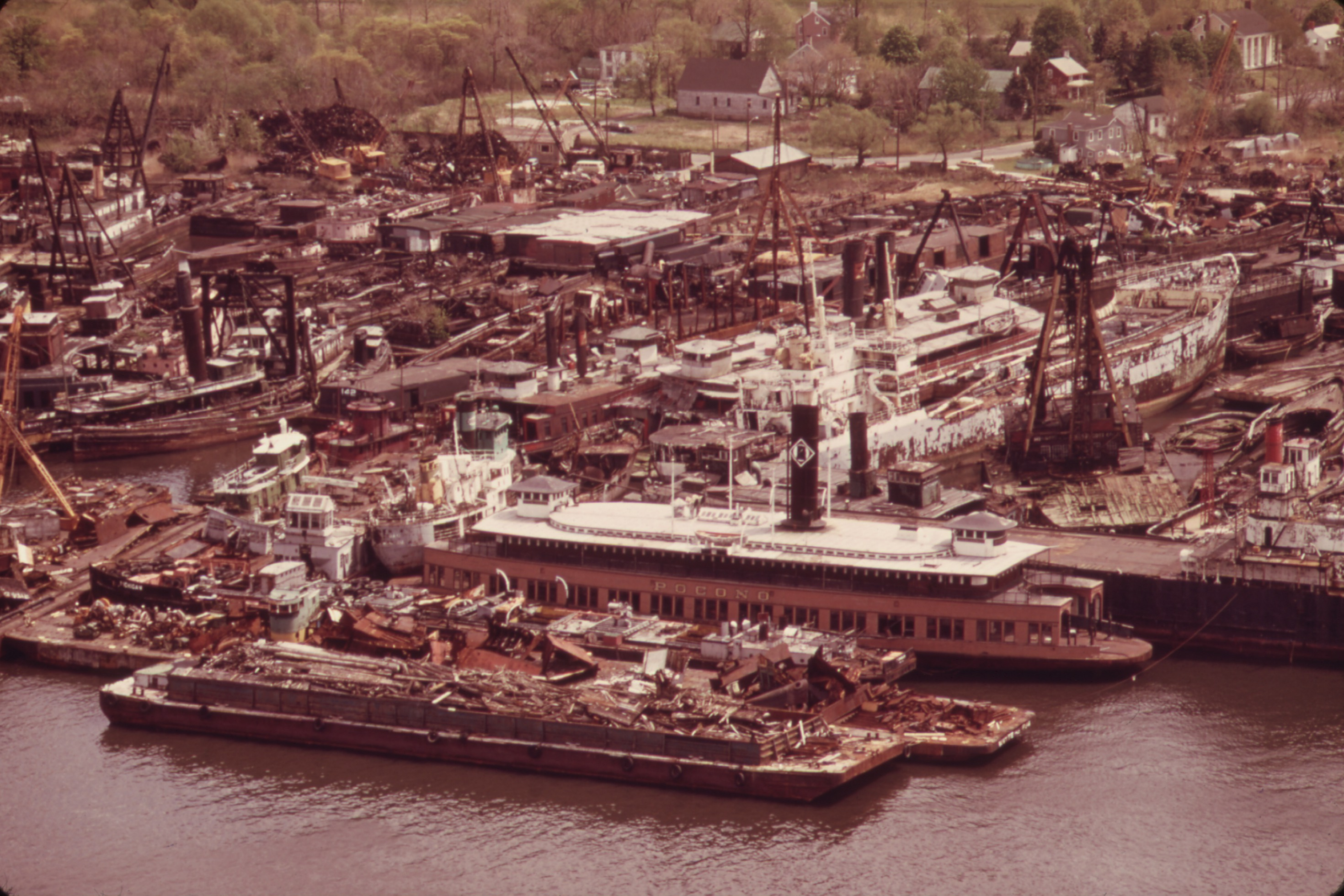
Nghĩa trang thuyền đảo Staten năm 1973

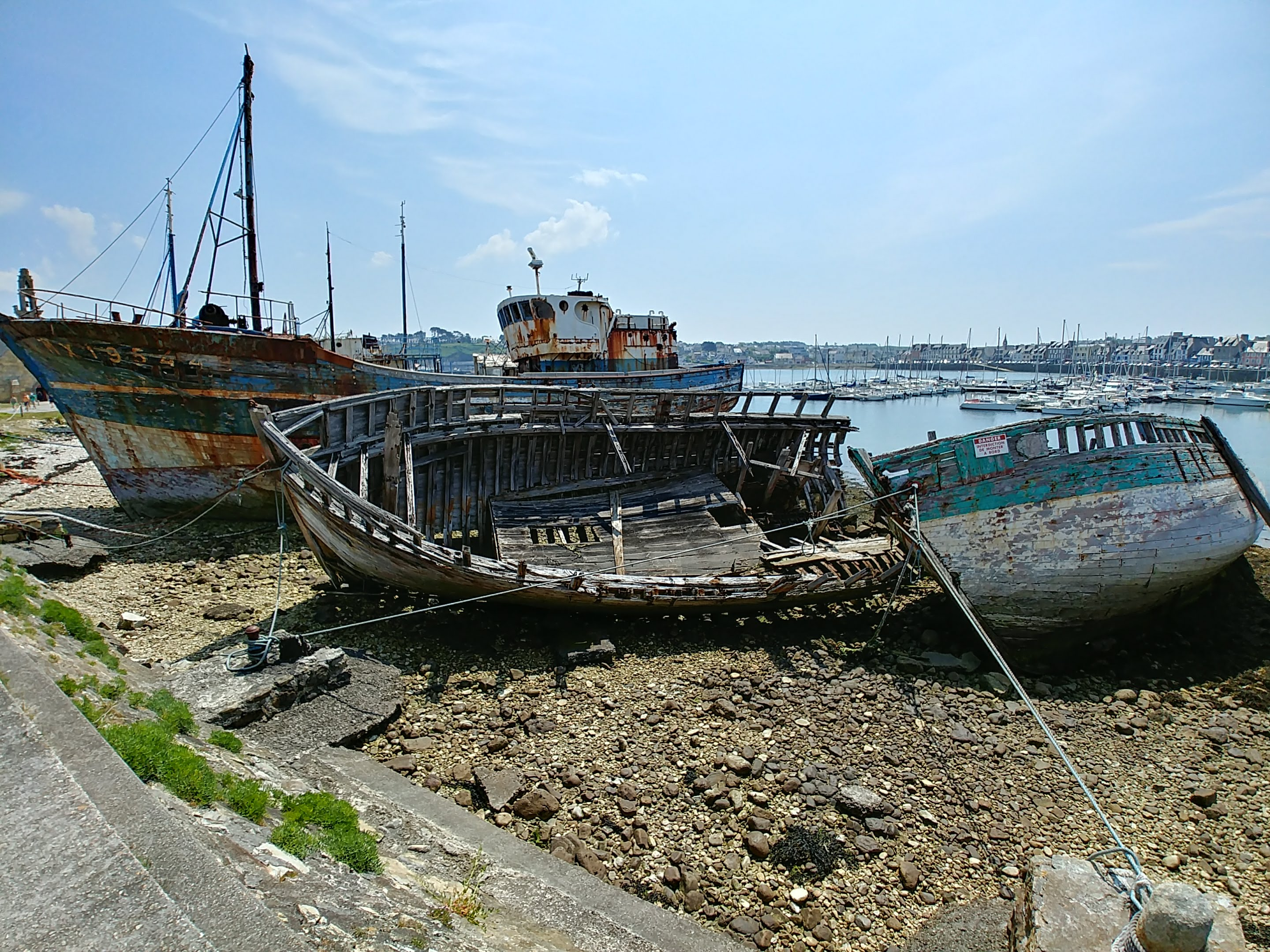
Đắm tàu ở Camaret-sur-Mer

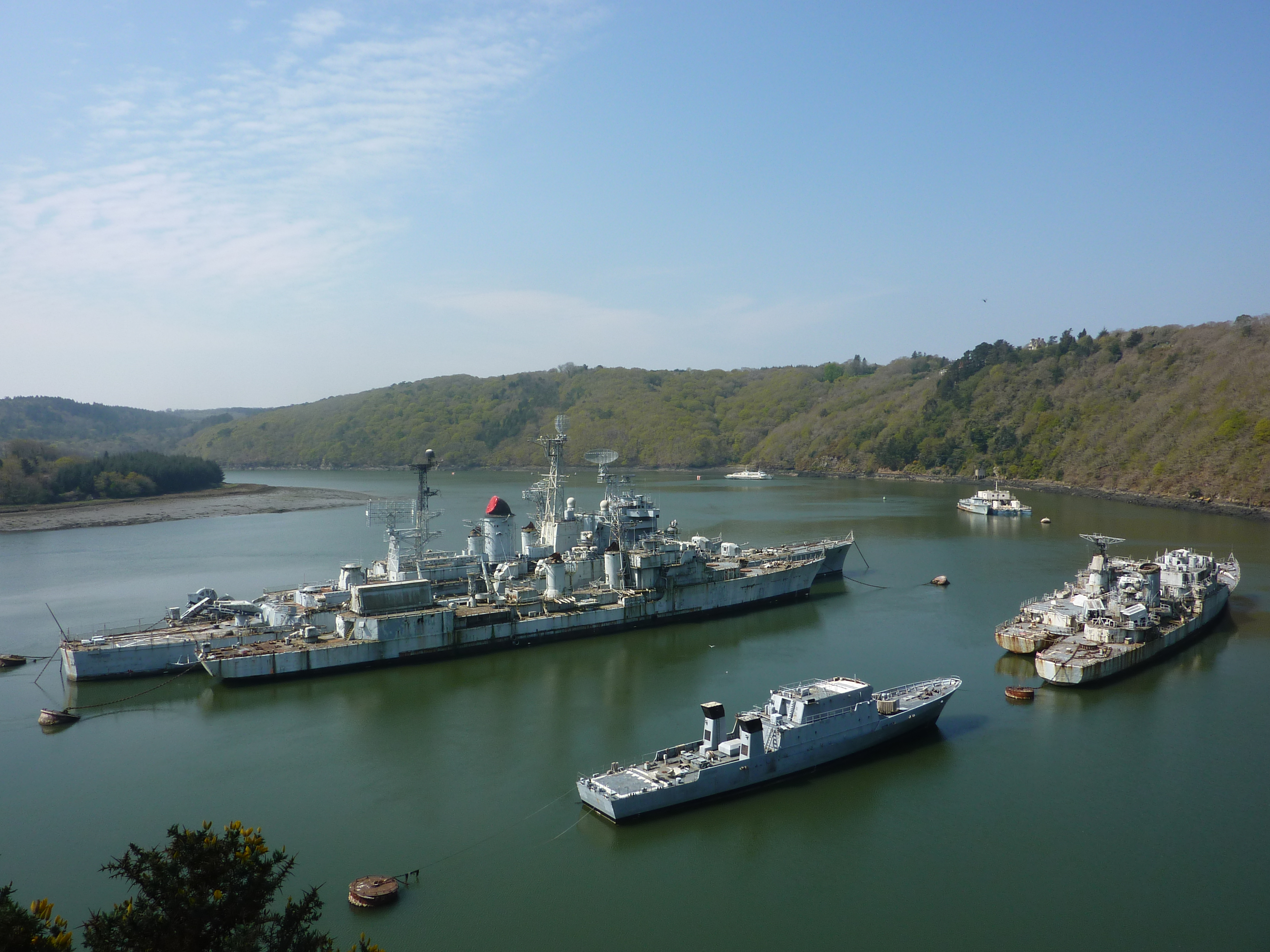
Nghĩa địa tàu hải quân Pháp tại Landévennec gần Brest

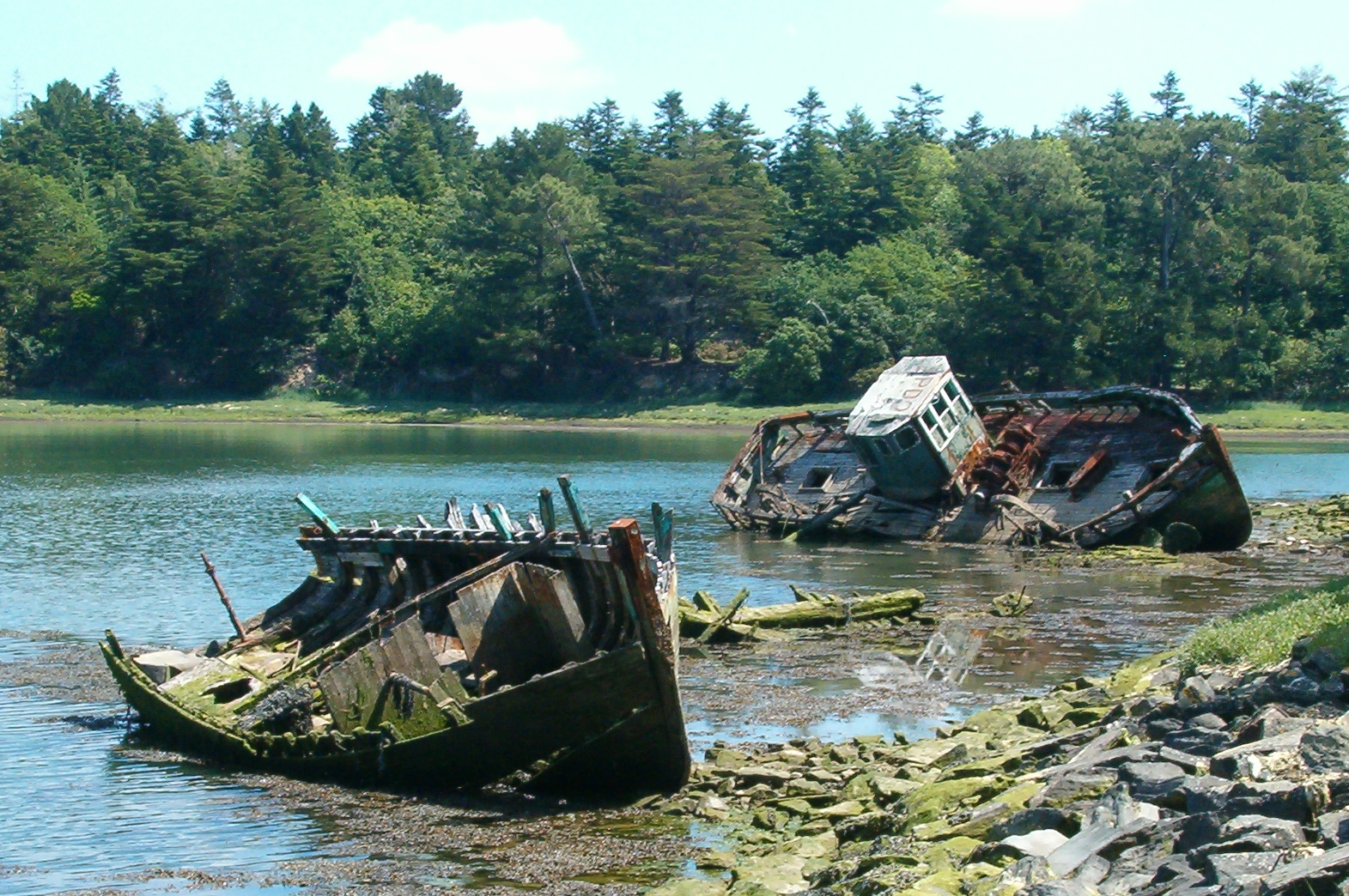
Nghĩa trang thuyền ở Bénodet

Một nghĩa địa tàu hoặc nghĩa trang tàu là một vị trí nơi các thân của các con tàu bị phá dỡ còn lại để phân hủy và tan rã, hoặc còn lại trong khu bảo tồn. Một thực tế như vậy bây giờ ít phổ biến hơn do các quy định về chất thải và vì vậy một số bến cảng khô nơi tàu bị hỏng (để tái chế kim loại của chúng và loại bỏ các vật liệu nguy hiểm như amiăng) còn được gọi là nghĩa địa tàu.
Bằng cách tương tự, cụm từ cũng có thể đề cập đến một khu vực có nhiều vụ đắm tàu không được cơ quan con người loại bỏ, thay vào đó bị bỏ lại để tan rã một cách tự nhiên. Chúng có thể hình thành ở những nơi khó di chuyển hoặc nguy hiểm (như Bảy hòn đá, ngoài Cornwall, hoặc Blackpool, trên Biển Ailen); hoặc nơi nhiều tàu đã bị đánh đắm một cách cố ý (như với Hạm đội Biển khơi của Đức tại Scapa Flow); hoặc nơi nhiều tàu đã bị đánh chìm trong trận chiến (như Ironbottom Sound, ở Thái Bình Dương).
Tính đến tháng 1 năm 2020, với 30%, Ấn Độ có doanh thu toàn cầu cao nhất và tỷ lệ phá dỡ tàu cao nhất toàn cầu (số lượng và khối lượng tàu bị hỏng), và nghĩa địa tàu lớn nhất thế giới nằm ở Ấn Độ tại Alang.